# Gare de Marseille-Canet
Gare de Marseille-Canet vasútállomás Franciaországban, Marseille településen.

## Vasútvonalak
Az állomást az alábbi vasútvonalak érintik:

## Kapcsolódó állomások
A vasútállomáshoz az alábbi állomások vannak a legközelebb: